# پنیر کبابی
پنیر کبابی یا پنیر گریل‌شده یک ساندویچ پنیر داغ است که معمولاً با حرارت دادن برش‌های پنیر بین برش‌های نان با چربی‌های روغنی مانند کره یا سس مایونز روی ماهیتابه، اجاق گریل یا توستر ساندویچ تهیه می‌شود. تا زمانی که نان برشته شده و به رنگ قهوه‌ای در آمده و پنیر آب شود.

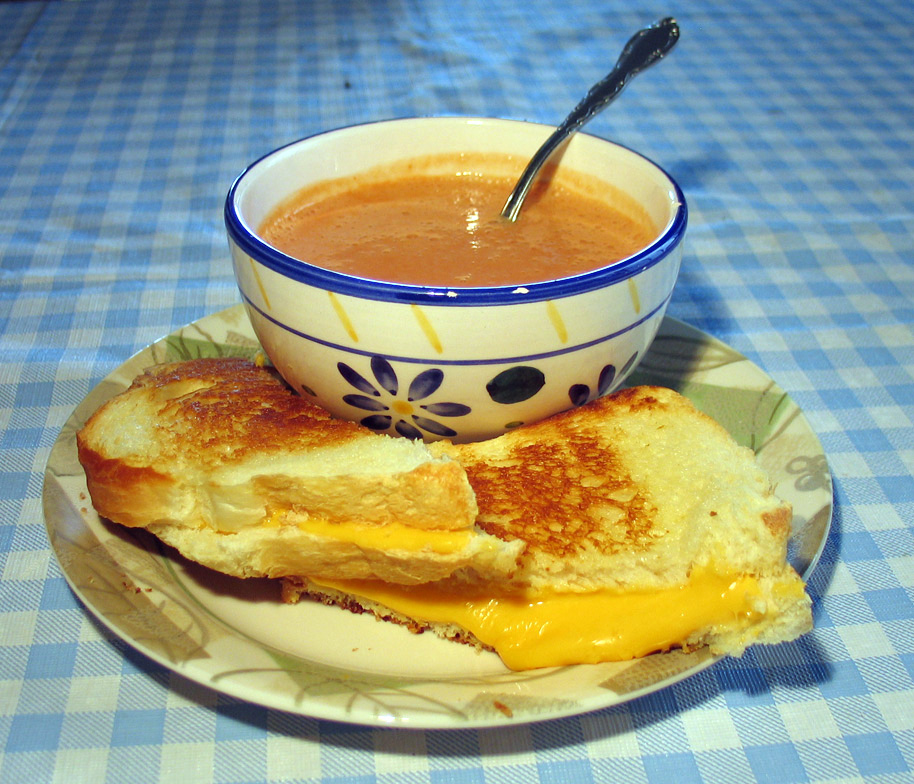
ساندویچ پنیر کبابی که با پنیر آمریکایی درست می‌شود و با یک کاسه سوپ گوجه فرنگی سرو می‌شود